# Kruth
Kruth is een gemeente in het Franse departement Haut-Rhin in de regio Grand Est. De gemeente telde 883 inwoners op 1 januari 2022.

## Geschiedenis
De gemeente maakte voor 2015 deel uit van het arrondissement Thann en kanton Saint-Amarin. Op 1 januari van dat jaar fuseerde het arrondissement met het arrondissement Guebwiller tot het arrondissement Thann-Guebwiller. Toen het kanton op 22 maart 2015 werd opgeheven werden de gemeenten opgenomen in het kanton Cernay.

## Geografie
De oppervlakte van Kruth bedraagt 22,06 vierkante kilometer; Op 1 januari 2022 was de bevolkingsdichtheid 40 inwoners per km².
Het Meer van Wildenstein, een stuwmeer in de rivier de Thur, ligt voor het overgrote deel in de gemeente Kruth.

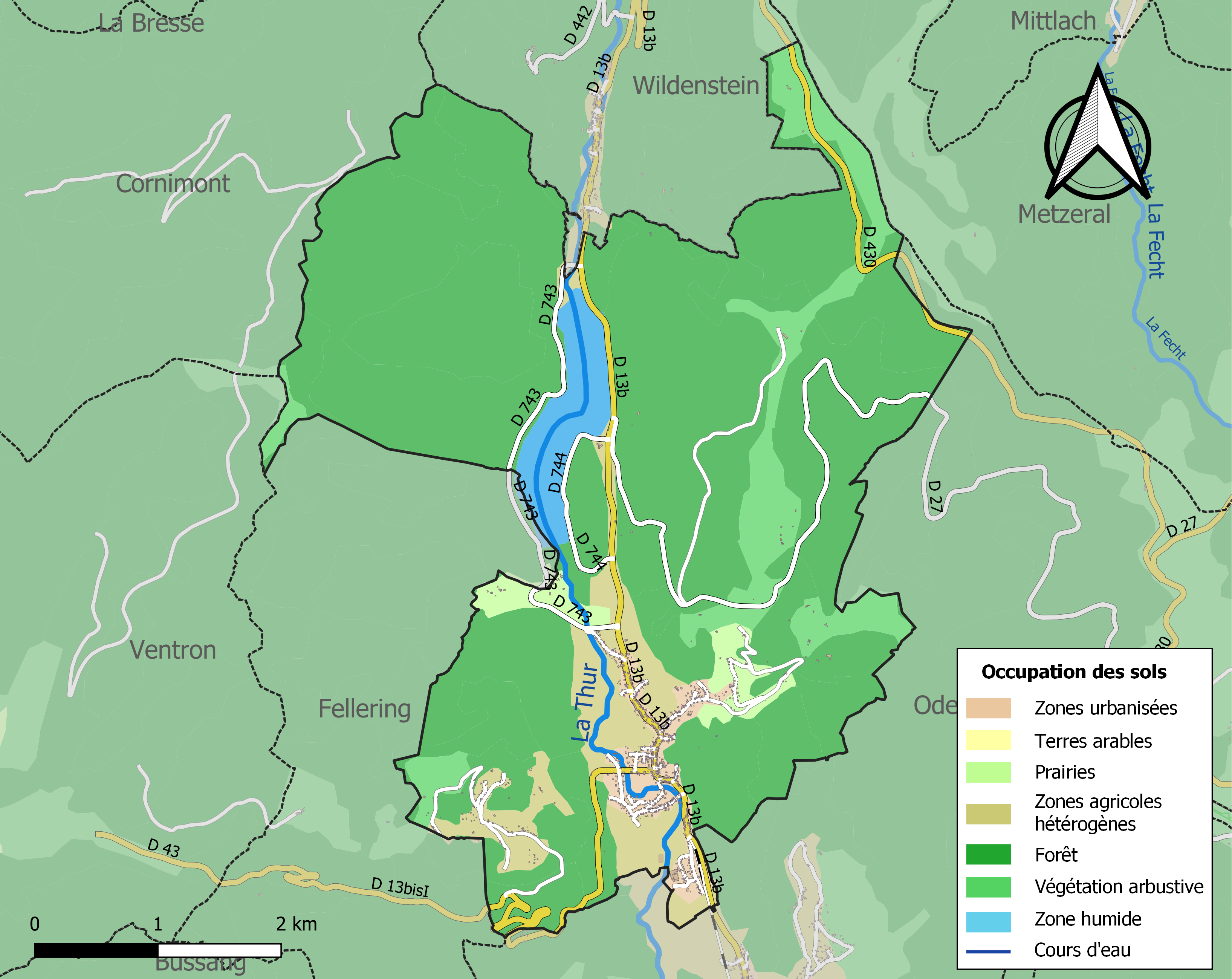
Kaart van de gemeente met de belangrijkste infrastructuur, bodemgebruik en omliggende gemeenten

## Bezienswaardigheden

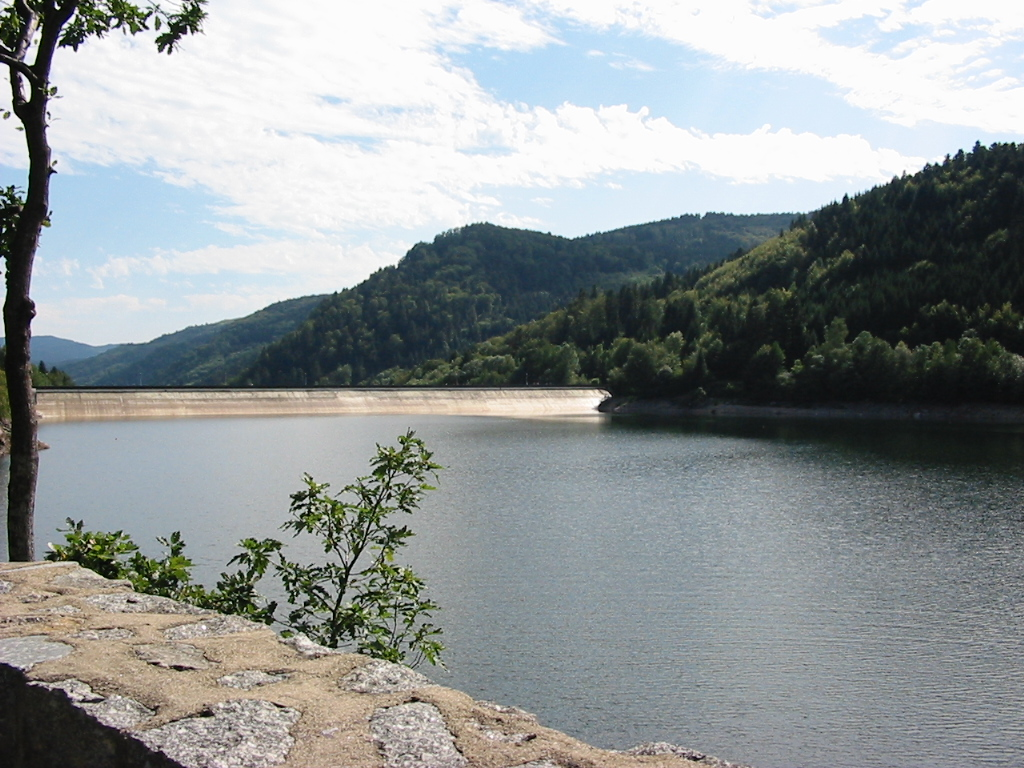
Stuwdam in het Meer van Wildenstein

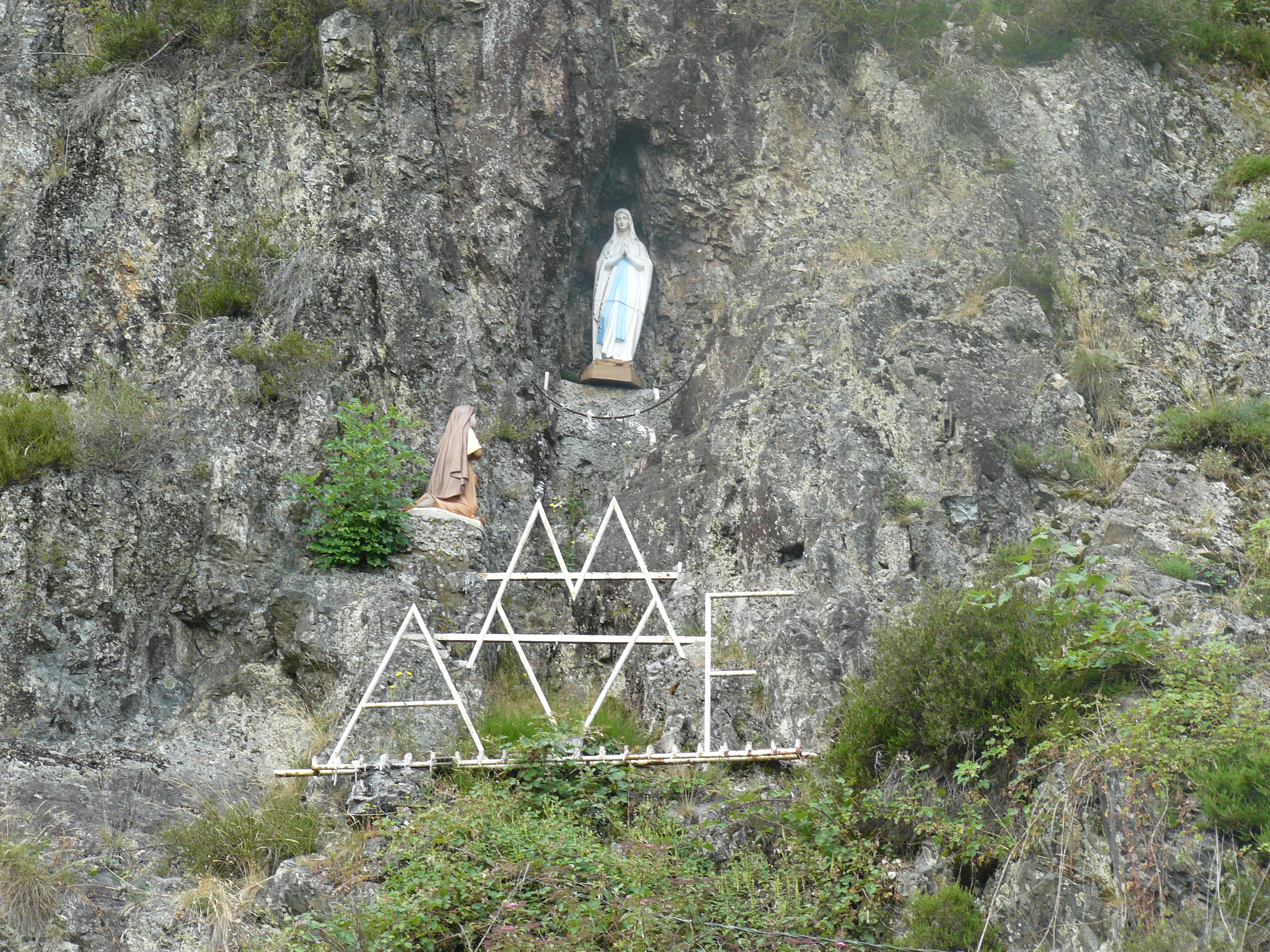
Beeld van Maria in een Lourdesgrot bij Kruth

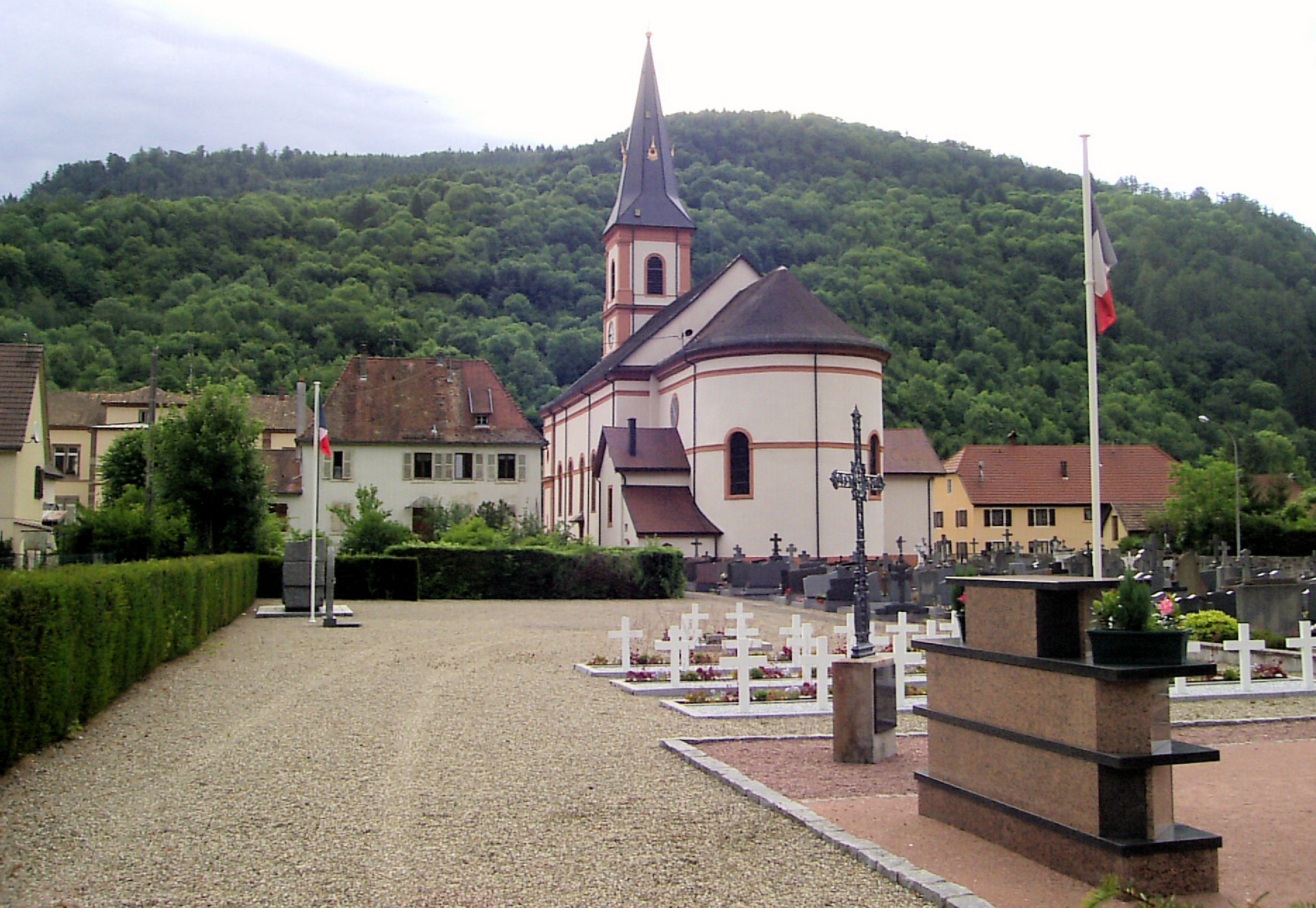
Kerkhof en kerk, gewijd aan Wendelinus

## Demografie
Onderstaande figuur toont het verloop van het inwonertal.

## Verkeer en vervoer
In Kruth staat het spoorwegstation Kruth
Aspach-le-Bas · Aspach-Michelbach · Bernwiller · Bitschwiller-lès-Thann · Bourbach-le-Bas · Cernay · Fellering · Geishouse · Goldbach-Altenbach · Husseren-Wesserling · Kruth · Leimbach · Malmerspach · Mitzach · Mollau · Moosch · Oderen · Rammersmatt · Ranspach · Roderen · Saint-Amarin · Schweighouse-Thann · Storckensohn · Steinbach · Thann · Uffholtz · Urbès · Vieux-Thann · Willer-sur-Thur · Wattwiller